# 格朗弗雷努瓦
格朗弗雷努瓦（法語：Grandfresnoy，法語發音：[ɡʁɑ̃fʁɛnwa]）是法国瓦兹省的一个市镇，属于贡比涅区。

## 地理
格朗弗雷努瓦（49°22'21"N, 2°39'6"E）面积10.57 平方千米，位于法国上法蘭西大區瓦兹省，该省份为法国北部内陆省份，北起索姆省，西接厄尔省和滨海塞纳省，南至塞纳-马恩省和瓦兹河谷省，东临埃纳省。
与格朗弗雷努瓦接壤的市镇（或旧市镇、城区）包括：阿尔西、巴济库尔、康利、舍夫里耶尔、勒法耶勒、乌当库尔、穆瓦维莱尔、小萨西。

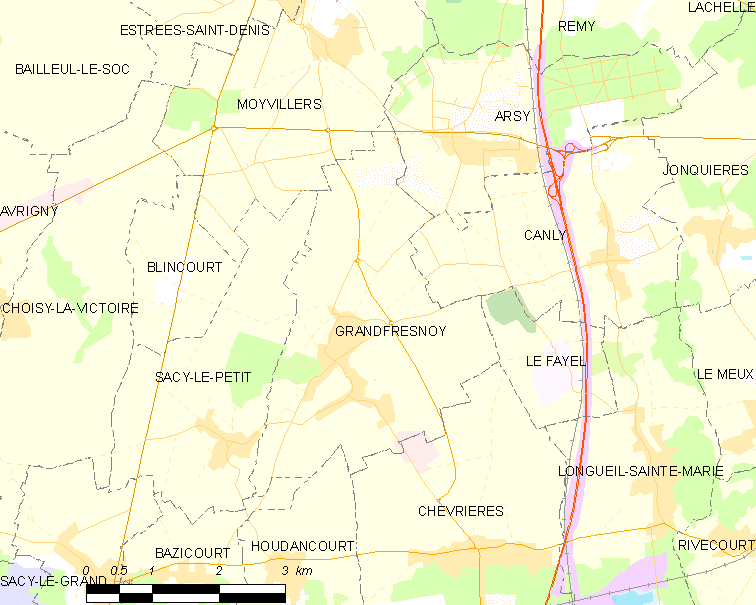
格朗弗雷努瓦的OSM定位图

格朗弗雷努瓦的时区为UTC+01:00、UTC+02:00（夏令时）。

## 行政
格朗弗雷努瓦的邮政编码为60680，INSEE市镇编码为60284。

## 政治
格朗弗雷努瓦所属的省级选区为埃斯特雷圣但尼县。

## 人口

1962-2008年间格朗弗雷努瓦人口变化图示

格朗弗雷努瓦于2022年1月1日时的人口数量为1826人。